# Al-Hilal Saudi Club
L'Al-Hilal Saudi Club (in arabo نادي الهلال السعودي‎?) è una società calcistica con sede a Riad, in Arabia Saudita. Milita nella Lega saudita professionistica, la massima serie del campionato saudita di calcio.
Il soprannome Al-Zaʿīm, che significa "il Leader", deriva dal fatto che questa società è la più titolata del paese, avendo vinto diciannove campionati sauditi, dieci Coppe del Re dei Campioni, tredici Coppe del Principe della Corona saudita e due Supercoppe nazionali. A livello internazionale si è aggiudicato quattro AFC Champions League (record), due Coppe delle Coppe AFC e due Supercoppe d'Asia, per un totale di otto trofei internazionali riconosciuti dall'AFC (record), oltre a due Champions League arabe. Conta tre partecipazioni alla Coppa del mondo per club FIFA, nel 2019, nel 2021 e nel 2022; ha ottenuto come miglior risultato il secondo posto in quest'ultima edizione. 
La società saudita è stata riconosciuta come miglior club asiatico del XX secolo dall'IFFHS, istituto riconosciuto dalla FIFA, il 29 settembre 2009.

## Storia

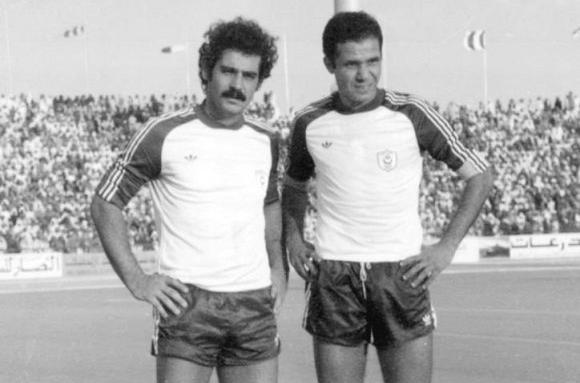
Rivelino e Najeeb Al Imam con la maglia dell'Al-Hilal nel 1979.

L'Al-Hilal Saudi Club era noto in origine con il nome di Olympic Club e fu fondato da Abdul Rahman Bin Saad Bin Saeed il 15 ottobre 1957 a Riad. Meno di un anno dopo la fondazione, il 3 dicembre 1958, assunse l'attuale denominazione per iniziativa del sovrano saudita Bin Abdul-Aziz. Il sovrano aveva assistito a un torneo tra Olympic Club, Al-Shabab, Al-Riad ed El-Kawkab. Sin dalle origini ha potuto contare su un vasto seguito di tifosi e sul supporto dei reali sauditi.
Il primo successo lo ottenne nel 1961, aggiudicandosi la Coppa del Re saudita. Iniziò così un lungo periodo di successi, impreziosito dalla vittoria di 50 trofei ufficiali. La Coppa del Re saudita fu rivinta nel 1964, ai tiri di rigore contro i bicampioni d'Asia dell'Al-Ittihad.

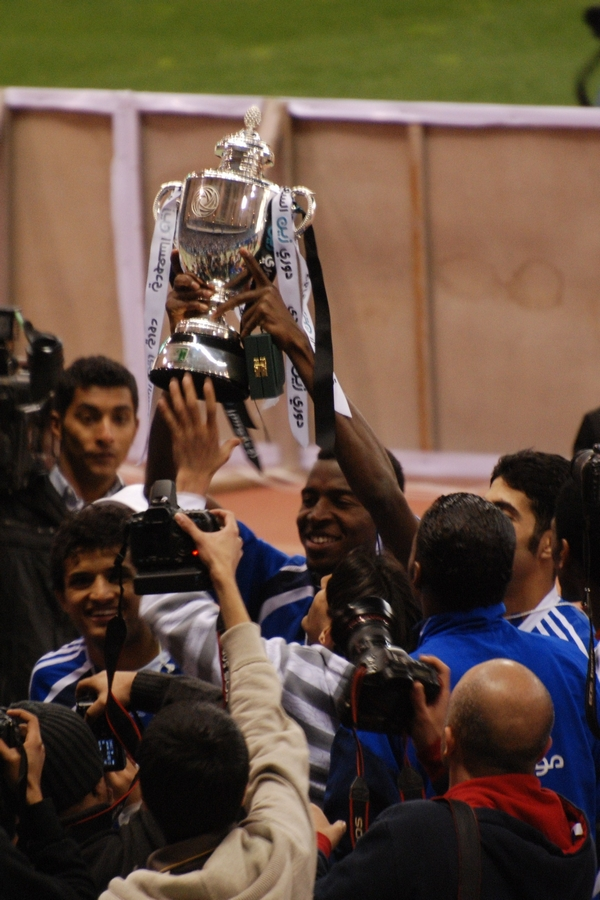
Giocatori dell'Al-Hilal celebrano la vittoria del campionato saudita 2009-2010.

Il club fu il primo a vincere la neonata Lega professionistica saudita, sorta nel 1976-1977. Nei trentadue anni a venire la squadra ottenne 12 altre vittorie nella competizione e 12 secondi posti, oltre ad aggiudicarsi varie Coppe del Re saudita, svariate Coppe della Corona del Principe saudita e Coppe del Principe Faysal bin Fahd. Negli anni '70 vari campioni stranieri vestirono la maglia dell'Al-Hilal, tra cui i campioni del mondo Mário Zagallo e Rivelino.
Nel campionato d'Asia per club del 1991 la squadra ottenne il primo alloro continentale, venendo incoronata campione d'Asia dopo la vittoria ai tiri di rigore nella finale contro gli iraniani dell'Esteghlal a Doha, in Qatar. Il torneo fu rivinto dall'Al-Hilal nel 1999-2000, mentre nel 1996-1997 era stata vinta la Coppa delle Coppe dell'AFC oltre alla Supercoppa d'Asia, rivinta nel 2002, anno in cui fu rimessa in bacheca la Coppa delle Coppe dell'AFC. Questi successi resero il club l'unico sodalizio asiatico capace di vincere sei trofei continentali.
Nel 2014 il club tornò ad alti livelli in ambito continentale, raggiungendo la finale di Champions League, ma fu sconfitto per 1-0 tra andata e ritorno dagli australiani dei Western Sydney. Nell'edizione 2019 la squadra saudita vinse la fase a gironi qualificandosi grazie a quattro vittorie, un pareggio e una sconfitta; Negli ottavi di finale affrontò l'Al-Ahli battendolo all'andata per 4-2, mentre nella gara di ritorno subì un'ininfluente sconfitta per 1-0. Ai quarti di finale si trovò di fronte la compatriota Al-Ittihad con la quale pareggiò 0-0 nella gara di andata, mentre nel ritorno l'Al Hilal andò sotto nel punteggio per poi rimontare e vincere 3-1 grazie alle reti di Carrillo, Al-Dawsari e Giovinco. Le semifinali si giocarono contro l'Al-Sadd di Xavi e grazie al 4-1 dell'andata, la sconfitta per 4-2 del ritorno non compromise il raggiungimento della finale. La doppia finale contro l'Urawa Reds si concluse con un complessivo vincente 3-0 tra andata e ritorno e consentì al club di appaiare, a quota 3 titoli, il Pohang Steelers, squadra più vincente nella massima competizione continentale, e di diventare l'unica squadra asiatica vincitrice di 7 trofei continentali. Bafétimbi Gomis si aggiudicò il titolo di miglior giocatore quello di capocannoniere della competizione grazie alle 11 reti messe a segno, di cui tre tra semifinali e finali. Grazie al successo continentale, la squadra poté partecipare alla Coppa del mondo per club, dove batté per 1-0 l'Espérance al secondo turno e fu eliminata in semifinale dal Flamengo (3-1). 
Il 20 settembre 2020 il club saudita è colpito dal COVID-19, con un totale di 20 tesserati (15 calciatori e 5 membri dello staff tecnico) messi in quarantena. Il giorno stesso la società è costretta a scendere in campo con soli quattordici effettivi tra titolari e panchinari, avendo la Federcalcio asiatica respinto la richiesta di posticipare il match di AFC Champions League contro gli iraniani del Shahr Khodro, partita terminata poi con un pareggio a reti bianche che ha permesso alla squadra di qualificarsi alla fase ad eliminazione diretta della competizione continentale. Tre giorni dopo si sarebbe dovuta giocare la quinta partita della fase a gironi del torneo continentale, ma avendo a disposizione solo undici calciatori in rosa, il cui minimo previsto è tredici, la federazione asiatica squalifica il club saudita annullando tutti i risultati delle partite precedenti.
Nel 2021 si aggiudicò nuovamente l'AFC Champions League, battendo per 2-0 in finale il Pohang Steelers e diventando la squadra più titolata nella competizione con 4 successi, avendo staccato proprio i sudcoreani, fermi a 3 vittorie. Nella Coppa del mondo per club FIFA 2021 la squadra saudita superò il secondo turno battendo gli emiratini dell'Al-Jazira per 6-1, poi fu sconfitta in semifinale dal Chelsea per 1-0 e perse anche l'incontro per il terzo posto, per 4-0 contro gli egiziani dell'Al-Ahly, chiudendo così con la quarta piazza nel torneo. Partecipò anche alla Coppa del mondo per club FIFA 2022, dove superò il secondo turno battendo per 5-3 ai tiri di rigore i marocchini del Wydad Casablanca (1-1 dopo i tempi supplementari) e la semifinale battendo per 3-2 i brasiliani del Flamengo, per poi essere sconfitto per 5-3 in finale dal Real Madrid e chiudere, quindi, al secondo posto.

## Palmarès

### Competizioni nazionali
- Campionato saudita: 19  (record)

1976-1977, 1978-1979, 1984-1985, 1985-1986, 1987-1988, 1989-1990, 1995-1996, 1997-1998, 2001-2002, 2004-2005, 2007-2008, 2009-2010, 2010-2011, 2016-2017, 2017-2018, 2019-2020, 2020-2021, 2021-2022, 2023-2024
- Coppa del Re dei Campioni: 11

1961, 1964, 1980, 1982, 1984, 1989, 2015, 2017, 2020, 2022-2023, 2023-2024
- Coppa del Principe della Corona saudita: 13  (record)

1964, 1995, 2000, 2003, 2005, 2006, 2008, 2009, 2010, 2011, 2012, 2013, 2016
- Supercoppa saudita: 5  (record)

2015, 2018, 2021, 2023, 2024
- Coppa del Principe Faysal bin Fahd: 7

1987, 1990, 1993, 1996, 2000, 2005, 2006
- Coppa del Fondatore saudita: 1

2000

### Competizioni internazionali
- AFC Champions League: 4  (record)

1992, 1999-2000, 2019, 2021
- Coppa delle Coppe dell'AFC: 2  (record condiviso con il Yokohama F·Marinos)

1996-1997, 2001-2002
- Supercoppa d'Asia: 2

1997, 2000
- Coppa dei Campioni araba per club: 2

1995, 1996
- Coppa delle Coppe araba: 1

2000
- Supercoppa araba: 1

2001
- Coppa dei Campioni del Golfo: 2

1986, 1998

## Organico

### Rosa 2025-2026
| N. |                           | Ruolo | Calciatore              |
| -- | ------------------------- | ----- | ----------------------- |
| 3  | Senegal (bandiera)        | D     | Kalidou Koulibaly       |
| 4  | Arabia Saudita (bandiera) | D     | Khalifa Al-Dawsari      |
| 5  | Arabia Saudita (bandiera) | D     | Ali Al-Bulaihi          |
| 6  | Brasile (bandiera)        | D     | Renan Lodi              |
| 7  | Uruguay (bandiera)        | A     | Darwin Núñez            |
| 8  | Portogallo (bandiera)     | C     | Rúben Neves             |
| 10 | Marocco (bandiera)        | A     | Abderrazak Hamdallah    |
| 11 | Brasile (bandiera)        | A     | Marcos Leonardo         |
| 12 | Arabia Saudita (bandiera) | D     | Yasir Al-Shahrani       |
| 15 | Arabia Saudita (bandiera) | C     | Mohammed Al-Qahtani     |
| 16 | Arabia Saudita (bandiera) | C     | Nasser Al-Dawsari       |
| 17 | Arabia Saudita (bandiera) | P     | Mohammed Al-Rubaie      |
| 19 | Francia (bandiera)        | D     | Theo Hernández          |
| 20 | Portogallo (bandiera)     | D     | João Cancelo            |
| 21 | Arabia Saudita (bandiera) | P     | Mohammed Al-Owais       |
| 22 | Serbia (bandiera)         | C     | Sergej Milinković-Savić |
| 24 | Arabia Saudita (bandiera) | D     | Moteb Al-Harbi          |

| N. |                           | Ruolo | Calciatore           |
| -- | ------------------------- | ----- | -------------------- |
| 27 | Brasile (bandiera)        | A     | Kaio César           |
| 28 | Arabia Saudita (bandiera) | C     | Mohamed Kanno        |
| 29 | Arabia Saudita (bandiera) | C     | Salem Al-Dawsari     |
| 33 | Arabia Saudita (bandiera) | D     | Mohammed Al-Muhaysh  |
| 35 | Arabia Saudita (bandiera) | D     | Abdulsalam Barnawi   |
| 36 | Arabia Saudita (bandiera) | D     | Saud Haroun          |
| 37 | Marocco (bandiera)        | P     | Yassine Bounou       |
| 38 | Arabia Saudita (bandiera) | A     | Turki Al-Ghumayl     |
| 39 | Arabia Saudita (bandiera) | C     | Abdulaziz Al-Hadhood |
| 50 | Arabia Saudita (bandiera) | P     | Abdulilah Al-Ghamdi  |
| 55 | Arabia Saudita (bandiera) | A     | Ali Al-Mahdawi       |
| 62 | Arabia Saudita (bandiera) | D     | Talal Al-Otaibi      |
| 77 | Brasile (bandiera)        | A     | Malcom               |
| 87 | Arabia Saudita (bandiera) | D     | Hassan Al-Tambakti   |
| 88 | Arabia Saudita (bandiera) | D     | Hamad Al-Yami        |
| 99 | Arabia Saudita (bandiera) | A     | Abdullah Al-Hamdan   |

### Staff tecnico
Di seguito lo staff tecnico aggiornato al 4 giugno 2025.
- Simone Inzaghi - Allenatore
- Massimiliano Farris - Vice allenatore
- Ferruccio Cerasaro - Vice allenatore
- Sebastiano Siviglia - Coll. tecnico
- Sahbi Brigui - Preparatore atletico
- Fabio Ripert - Preparatore atletico
- Claudio Spicciariello - Preparatore atletico

## Rose delle stagioni precedenti
- 2023-2024
- 2017-2018